# صدرالدین‌خان صفوی
صدرالدین‌خان صفوی لـله حیدرمیرزا و سر سلسله طایفه شیخاوند در عصر صفویه بود. وی در درگیری‌های جانشینی شاه طهماسب یکم از جانشینی حیدر میرزا (فرزند شاه طهماسب یکم) حمایت می‌کرد.

## قتل مهدعلیا (خیرالنساء بیگم)
صدرالدین‌خان صفوی در تاریخ ۱ جمادی الاول ۹۸۷ قمری برابر با ۲۶ ژوئن ۱۵۷۹ به همراه امامقلی میرزای موصلو و چند تن از اقوام نزدیک شاه محمد خدابنده (همسر مهدعلیا)، وارد حرمخانه شاهی شدند و مهدعلیا را در هنگامی که در آغوش شاه پناه برده بود خفه کردند. آنها مادر مهدعلیا را نیز در این توطئه به قتل رساندند.